# Tokyo Express

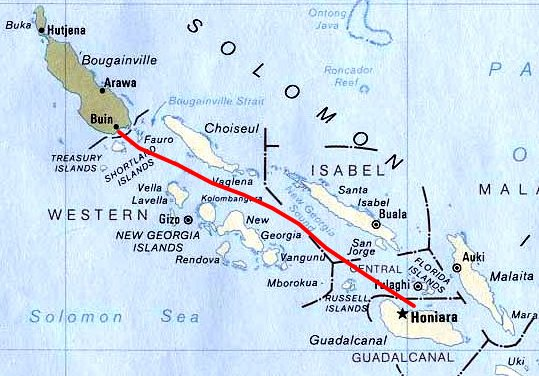
Slot des Tokyo Express

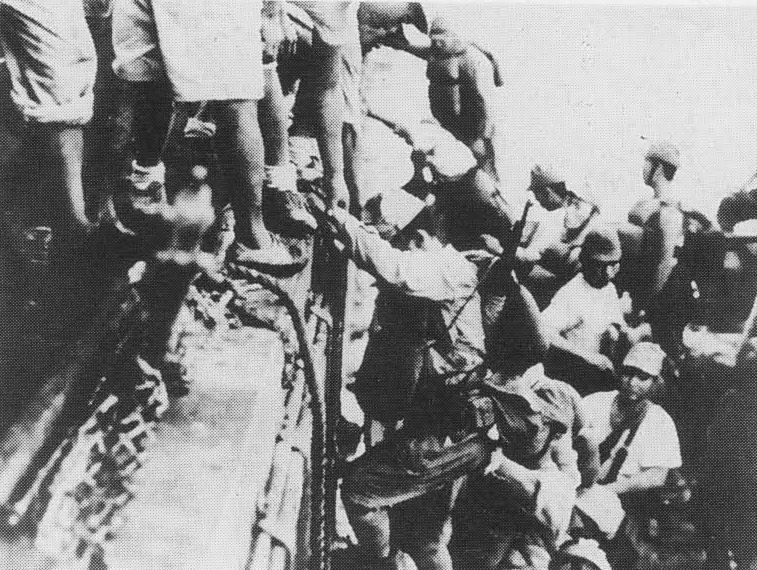
Soldaten steigen 1942 auf ein Kriegsschiff

Tokyo Express war die US-Bezeichnung der während des Pazifikkriegs fahrenden japanischen Truppengeleitzüge nach Guadalcanal, die von den Japanern Nezumi Yusō (鼠輸送, dt. „Mäusetransport“) genannt wurden. Die Fahrten fanden im Rahmen der Operation Ka statt, die der Nachschublieferung für eine Gegenoffensive auf der Insel dienten. Bevorzugte Fahrroute für diese, meist aus schnellen Zerstörern bestehenden Flotten war der sogenannte Slot – die seichte See zwischen Bougainville, Santa Isabel und der Insel Savo. Die Fahrten fanden nachts statt, um möglichst unentdeckt zu bleiben. Vollgetankt konnten die Zerstörer im Schutz der Dunkelheit etwa 150 Infanteristen oder 30–40 Tonnen leichte Versorgungsgüter pro Schiff transportieren. Verantwortlicher auf japanischer Seite war Konteradmiral Tanaka Raizō.
Mit dem ersten Tokyo Express landeten am 21. August 1942 das japanische 28. Infanterieregiment auf Guadalcanal. Daraus entwickelte sich die Schlacht am Tenaru und zwei Tage später auf See die Schlacht bei den Ost-Salomonen.
Ein weiterer Zwischenfall, bei dem acht japanische Zerstörer von fünf amerikanischen Kreuzern und sechs Zerstörern abgefangen wurden, führte zur Schlacht bei Tassafaronga am 30. November 1942. Auch die Schlacht im Kula-Golf ging auf das Zusammentreffen von amerikanischen Marineeinheiten mit Schiffen des Tokyo Express am 6. Juli 1943 zurück. Kurz darauf lieferten sich gegnerische Schiffe am 13. Juli die Schlacht bei Kolombangara. Der japanische Verstärkungsplan erforderte eine besonders wichtige Fahrt des Tokyo Express am 11. Oktober. Dabei kam es zur Schlacht von Cape Esperance. 
Am 12. November begann ein Konvoi des Tokyo Express aus langsameren Transportschiffen und zwölf eskortierenden Zerstörern von der Gruppe der Shortland-Inseln aus die Fahrt den „Slot“ hinunter und kam in der Nacht des 13. November vor Guadalcanal an. In den Laderäumen der Transporter stapelten sich Vorräte für 30.000 Mann für zwanzig Tage und 31.500 verschiedene Artilleriegranaten. 83 Landungsboote wurden mitgeführt, auf deren Decks sich etwa 7.000 japanische Soldaten versammelt hatten. Kurz darauf entbrannte die Seeschlacht von Guadalcanal, bei der die Japaner eine taktische als auch eine strategische Niederlage erlitten.
Am 25. November 1943 fuhr der offiziell letzte Tokyo Express, bestehend aus fünf Zerstörern, davon drei mit Truppeneinheiten beladen, nach Rabaul. Er wurde von amerikanischen Zerstörern erwartet, und während der Schlacht bei Kap St. George gelang die Versenkung dreier japanischer Schiffe.

## Japanische Nutzung von Zerstörern als Transportschiffe
Admiral Isoroku Yamamoto autorisierte die Nutzung schneller Zerstörer als Transportschiffe bei Nacht, um der Entdeckung und Luftangriffen zu entgehen. Das Nachschubmaterial wurde in versiegelte Stahlfässer gepackt. Mehrere Fässer wurden zusammengebunden. Da die Zerstörer nicht für das Ausladen von Nachschub ausgerüstet waren, wurden diese einfach ins Wasser geworfen. Die Fässer schwammen mit der Flut an Land oder wurden von Lastkähnen geborgen. In einer typischen Nacht im Dezember wurden 1500 Fässer von der japanischen Marine ins Meer geworfen. Nur 300 Fässer konnten geborgen werden.
In der Nacht vom 30. November zum 1. Dezember gelang es acht mit Nachschub beladenen japanischen Zerstörertransportern, einem eigentlich überlegenen amerikanischen Einsatzverband eine heftige Niederlage zuzufügen. In der vierzigminütigen Schlacht bei Tassafaronga versenkte die japanische Marine einen amerikanischen Kreuzer und beschädigte drei weitere auf Kosten von nur einem eigenen Schiff.

## Versenkung von John F. Kennedys PT-Schnellboot
Am 2. August 1943 wurde das von John F. Kennedy kommandierte Schnellboot PT-109 bei einer Aktion gegen den Tokyo Express vom Zerstörer Amagiri gerammt und versenkt. Zwei Besatzungsmitglieder wurden getötet, Kennedy überlebte verletzt.